# Janez od Križa
Ta stran opisuje španskega svetnika. Za slovenskega pridigarja s podobnim imenom glej Janez Svetokriški.
Janez od Križa, rojen kot Juan de Yepes, španski karmeličan, mistik in svetnik. * 24. junij 1542, Fontiveros, Stara Kastilija, Španija; † 14. december 1591, Ubeda, Andaluzija, Španija.
S Terezijo Avilsko je ustanovil reformirani oziroma bosonogi karmeličanski red.

## Življenje

### Otroštvo in mladost
Janez de Yepes je bil najmlajši otrok Gonzala de Yepesa in Katarine Alvarez. Bila sta revna predilca svile iz Toleda. Janez je že kot otrok izkusil trdo življenje. Oče, ki je izviral iz ugledne družine, je svoj sloves izgubil s poroko, ki ni ustrezala družbenemu nivoju, je umrl, ko je bil Janez še mlad. Vdova Katarina, ki ji je pomagal starejši sin, je komaj zmogla preživljati družino. Janez je obiskoval revno šolo v Medini del Campo, kamor se je družina morala preseliti. Izkazal se je kot pozoren in delaven učenec. Ko je bil vajenec, je izgledalo, kot da se je nesposoben naučiti karkoli. Zato ga je zaposlil voditelj bolnišnice v Medini. Janez je sedem let preživljal čakajoč na najrevnejše med revnimi in obiskoval šolo, ki jo so ustanovili jezuiti. Že v mladosti je trpinčil svoje telo. Dvakrat ga je gotove smrti rešila Devica Marija. V zaskrbljenosti glede svoje prihodnosti je v molitvi zaslišal glas, naj služi Bogu v redu starodavne popolnosti, ki naj jo pomaga povrniti. Pridružil se je karmeličanom v Medini in 24. februarja 1563 prejel habit. Izbral si je ime Janez od svetega Mateja. Odšel je v Salamanco na višje študije. Sveto mašniško posvečenje je prejel leta 1567. Odgovornosti duhovništva so ga tako bremenile, da se je odločil pridružiti kartuzijanom.

### Srečanje s Terezijo Avilsko
Preden je naredil naslednji korak, je srečal Terezijo Ávilsko, ki je prišla v Medino iskat samostan nun. Prepričala ga je, da je ostal v karmeličanskem redu in ji pomagal ustanoviti samostan redovnikov, ki bi živeli osnovno vodilo. Pridružil se ji je v Valladolidu, da bi pridobil praktično izkušnjo načina življenja reformiranih nun. V kolibi je preizkusil nov način življenja, čeprav je Terezija mislila, da nihče, pa naj bo še tako velik v duhovnosti, ne more prenašati neudobja tiste kolibe.
Pridužila sta se mu nekdanji prior in laiški brat, s katerima je 28. novembra 1568 v redovništvo uvedel reformo. Od tedaj naprej se je imenoval Janez od Križa. Postal je prvi učitelj novincev in postavil temelje duhovne zgradbe, ki je kmalu postala zelo razsežna. Opravljal je mnoge naloge na različih krajih, dokler ga ni Terezija poklicala v Avilo. Tam je postal voditelj in spovednik samostana Učlovečenje, katerega priorka je bila Terezija. Tukaj je z nekaj prekinitvami ostal 5 let (1872–1577). V tem času se je reforma hitro širila, izzvala pa je tudi nasprotja zaradi svoje strogosti in preprostosti. Zato je bilo Janezovo življenje v nevarnosti.

### Zapor in preganjanje
Provincial je ukazal Janezu, da se vrne v Medino, čemur se je Janez uprl. Sobratje so ga 3. decembra 1578 prijeli in odvedli v Toledo, kjer je bil več kot 9 mesecev zaprt v tesno in zatohlo celico. Preživljal je tudi dodatne kazni, kot so bile predividene za najhujše zločine. Sredi trpljenja je prejel nebeško tolažbo. Nekaj njegove izjemne poezije izvira iz tega obodobja. Avgusta 1578 je uspel pobegniti. Nekaj naslednjih let je bil zaposlen z ustanavljanjem in vodenjem samostanov v Baezi, Granadi, Kordobi, Segovii in drugod. V pogajanjih, ki so vodila v ustanovitev ločenega vodstva za bosonoge kameličane, ni imel pomembne vloge. Po Terezijini smrti 4. oktobra 1582 sta se dve struji borili za prevlado. Janez je podprl Jeromesa Gratiana in ne Nicholasa Dorie in nato delil Gratianovo usodo. Za nekaj časa je zasedel mesto vikarja južne province Andaluzije. Ko je Doria spremenil vodstvo reda tako, da je dal vso moč stalemu odboru, se je Janez uprl. Podpiral je nune v njihovem trudu zavarovati papeževo odobritev njihovih konstitucij, zato se je izpostavil nezadovoljstvu nadrejenega. Ta ga je prikrajšal za njegovo delovno mesto in ga poslal v enega najbolj revnih samostanov, kjer je resno zbolel. Eden od njegovih nasprotnikov je takoj šel od samostana do samostana, da bi zbral obtožbe, upajoč doseči Janezovo izključitev iz reda, ki ga je ta pomagal ustanoviti.

### Smrt in češčenje
Ko se je njegovo zdravstveno stanje poslabšalo, se ga premestili v samostan v Ubedi. Tam so z njim najprej ravnali zelo neprijazno. Njegova stalna molitev trpeti in biti preziran se je uresničevala skoraj do njegove smrti. Takrat so celo njegovi nasprotniki priznali njegovo svetost. Pogreb je bil nasičen z velikim navdušenjem. Telo, ki ni razpadalo, kar so preverili pred nekaj leti, so prenesli v Segovio. Le majhen delček je ostal v Ubedi. V povezavi z relikvijami so pogosto opazili čuden pojav, za katerega ni zadovoljivega pojasnila: Francis de Yepes, brat svetnika, in mnogi drugi, so opazili pojavljanje njegovih relikvij na slikah križanega Kristusa, Device Marije, Elije, Frančiška Ksaverija in drugih svetnikov, glede na to, komu se je oseba priporočala.
Janeza od Križa je bil beatificiran 25. januarja 1675. Njegovo truplo so prenesli 21. maja 1675. Kanoniziran je bil 27. decembra 1726.

## Dela
- Duhovna pesem (COBISS)

V delu je predstavljena pot očiščevanja duše, dokler duša ne začuti, da ljubi Boga z isto ljubeznijo, s katero je ljubljena od Boga.
- Plamen žive ljubezni

Podrobneje opisuje zedinjenje z Bogom. To delo nadaljuje pot iz Duhovne pesmi.
- Vzpon na goro Karmel (COBISS)

Duhovno potovanje, ki je potrebno za vzpon na vrh krščanske popolnosti, predstavi z vidika očiščevanja duše.
- Temna noč (COBISS)

Opisuje, kako Bog posega v proces očiščevanja duše.

## Ocena
Svetega Janeza od Križa pogosto prikazujejo kot resnega človeka. Res je, da je bil strog do sebe in tudi do drugih. Iz njegovega pisanja in pripovedi drugih je moč razbrati, da je bil človek, poln dobrodelnosti in prijaznosti, pesniški um, ki ga je globoko navdihovalo vse, kar je bilo lepega in privlačnega.